# اولریک نیسر
اولریک نیسر (به انگلیسی: Ulric Neisser) (زاده ۱۹۲۸ - درگذشته ۲۰۱۲) از روانشناسان نامدار آمریکا است.

## زندگی‌نامه
اولریک نیسر در کیل، آلمان زاده شد و والدینش او را در ۳ سالگی به آمریکا بردند. او تحصیلات دانشگاهی‌اش را در هاروارد آغاز کرد و در فیزیک تخصص گرفت. پس از اینکه استاد جوانی به نام جورج میلر او را تحت تأثیر قرار داد، به این نتیجه رسید که فیزیک او را «ارضا» نمی‌کند و لذا به روانشناسی روی آورد. او یک درس افتخاری در مورد روانشناسی ارتباطات را که توسط میلر تدریس می‌شد انتخاب کرد و در آنجا با نظریه خبرپردازی در روانشناسی آشنا شد. او همچنین گزارش می‌دهد که از کتاب کافکا با عنوان اصول روانشناسی گشتالت تأثیر پذیرفته‌است.
نیسر پس از گرفتن درجه کارشناسی از هاروارد در ۱۹۵۰ درجه کارشناسی ارشد خود را در دانشگاه سوارتمور و زیر نظر ولفگانگ کهلر روانشناس گشتالتی دریافت کرد. نیسر برای تحصیل در دوره دکتری به هاروارد برگشت و آن را در ۱۹۵۶ دریافت کرد.
برخلاف جاذبه فزاینده رویکرد شناختی به روانشناسی برای نیسر، او برای احراز شغلی در دانشگاه گریزی از رفتارگرایی نداشت. او گفت «آن چیزی بود که شخص باید یادمی‌گرفت، زمان آن بود که تصور می‌شد هیچ پدیده روانشناختی حقیقت نداشت مگراینکه توسط موش نشان داده شود…، به نظر من تهور بسیار عجیبی بود» (بارس، ۱۹۸۶، ص. ۲۷۵).
نیسر رفتارگرایی را نه تنها عجیب، بلکه همچنین آن را «جنون‌آمیز» یافت اما این شانس را داشت که اولین حرفه دانشگاهی‌اش در دانشگاه برندیز بود که در آنجا ریاست گروه روانشناسی را آبراهام مزلو برعهده داشت. در آن هنگام، مزلو از آموزشی که براساس اصول رفتارگرایانه دیده بود دور می‌شد و رویکرد انسان‌گرایانه در این رشته را تدوین می‌کرد. مزلو نتوانست نیسر را در جهت روانشناسی انسان‌گرایی سوق دهد، یا روانشناسی انسان‌گرایی را به روانشناسی نیروی سوم برگرداند، اما برای نیسر فرصتی را فراهم کرد تا علایق خود به موضوع‌های شناختی را دنبال کند. (نیسر بعدها ادعا کرد که «نیروی سوم» روانشناسی شناختی بود نه روانشناسی انسان‌گرایی).
نیسر در ۱۹۶۷ کتاب روانشناسی شناختی را منتشر کرد، کتابی که «این رشته را برپا ساخت و آن را غسل تعمید داد» (گلمن، ۱۹۸۳، ص. ۵۴). او گزارش کرد که این کتاب یک کتاب شخصی بود، در واقع تلاشی بود برای تعریف خودش - نوع روانشناسی که بود و می‌خواست باشد در این کتاب همچنین یک روانشناسی جدید تعریف شده بود. این کتاب شهرت فوق‌العاده پیدا کرد و هنگامی که نیسر فهمید او را به عنوان «پدر» روانشناسی شناختی قلمداد کرده‌اند دستپاچه شد. او تمایلی نداشت که یک مکتب فکری ایجاد کند، اما کتابش موجب شد که روانشناسی از رفتارگرایی دور شده و در جهت شناختی سوق داده شود.
نیسر شناخت را برحسب فرایندهایی تعریف کرد که «به وسیله آن‌ها درونداد حسی تغییر می‌کند، کاهش می‌یابد. بسط داده می‌شود، ذخیره می‌شود، بازیابی می‌شود و به کار بسته می‌شود… شناخت شامل هر کاری است که ممکن است انسان انجام دهد» (نیسر، ۱۹۶۷، ص ۴). بدینسان، روانشناسی شناختی به فرایندهایی مانند حس کردن، ادراک، تصویرسازی ذهنی، حافظه، حل مسئله، تفکر و همه فعالیت‌های دیگر ذهنی مربوط است.
وی نه سال پس از نوشتن این کتاب که روانشناسی شناختی را راه‌اندازی کرد، کتاب شناخت و واقعیت (۱۹۷۶) را منتشر ساخت که در آن نارضایتی خود را از محدود کردن دیدگاه شناختی و متکی کردن آن به داده‌های حاصل از موقعیت‌های آزمایشگاهی ساختگی به جای موقعیت‌های واقعی زندگی ابراز تأسف کرد. او دچار سرخوردگی شد و نتیجه گرفت که جنبش روانشناسی شناختی به گونه‌ای که در آن زمان مطرح شده بود به فهم روانشناسی دربارهٔ برخورد انسان با واقعیت خدمت زیادی نمی‌کند.
و بدین‌ترتیب نیسر که خود یکی از مهم‌ترین چهره‌ها در بنیانگذاری روانشناسی شناختی بود، منتقد پرهیاهویی شد و جنبش را به مبارزه طلبید، همانگونه که زمانی علیه رفتارگرایی به مخالفت برخاسته بود. او پس از صرف ۱۷ سال در دانشگاه کرنل، جایی که دفتر کارش فاصله زیادی با محل دفن جمجمه ای.بی. تیچنر نداشت، اکنون عضو دانشگاه اموری در آتلانتا واقع در ایالت جورجیاست.

## درگذشت
اولریک نیسر به دلیل بیماری پارکینسون در ۱۷ فوریه ۲۰۱۲ در ایتاکا، نیویورک درگذشت.